# Postmaschine
Postmaschine war der Name einer frühen Rotor-Chiffriermaschine, an deren Entwicklung der deutsche Erfinder der Enigma-Maschine, Arthur Scherbius, etwa ab 1920 gearbeitet hat. Absicht war, dieses Modell dem Reichspostministerium anzubieten und es möglichst auch international zu vermarkten.

## Hintergrund
In der Zeit nach dem Ersten Weltkrieg befand sich die weltumspannende Kommunikationstechnik in einem rasanten Aufschwung. Sowohl kabelgebundene Nachrichtenkanäle als auch die immer wichtiger werdende Funktechnik dienten zur Übermittlung von Informationen aller Art. Dabei war es wichtig, das Fernmeldegeheimnis, insbesondere das Postgeheimnis zu wahren sowie Betriebs- und Geschäftsgeheimnisse und erst recht militärische Geheimnisse zu schützen.
Dies war mit den damals noch üblichen manuellen Verschlüsselungsmethoden (Handschlüsseln) nicht hinreichend schnell, zuverlässig und sicher zu erreichen. Es bestand hier offensichtlich dringender Bedarf an ausreichend leistungsfähigen und schnellen maschinellen Methoden. Hierzu boten sich die damals hochmodernen Rotor-Chiffriermaschinen an, an deren Entwicklung und Vervollkommnung zu der Zeit mehrere Erfinder in unterschiedlichen Ländern arbeiteten. Einer davon war Arthur Scherbius, der zusammen mit seinem Geschäftspartner Ernst Richard Ritter am 1. April 1920 die Firma Scherbius & Ritter oHG mit Sitz in Berlin am Schiffbauerdamm 30 gegründet hatte.

## Geschichte

Die „Handelsmaschine“ (1923) war die direkte Vorläuferin der Postmaschine

Name und Markenschild „Enigma“ wurden erst 1923 kreiert.

Die Postmaschine als Entwicklungsprojekt wurde am 5. April 1920 von Arthur Scherbius der Reichspost angeboten, und zwar die Überlassung aller Rechte, insbesondere der Patentrechte daran, falls im Gegenzug der Kauf einer bestimmten Stückzahl zugesichert würde. Am 25. Juni desselben Jahres machte Scherbius ein weiteres Angebot an die Reichspost, wobei diese den internationalen Vertrieb der Postmaschine forderte. Dies stand allerdings in direktem Widerspruch zu den Interessen der Reichswehr, denen Scherbius seine Erfindung ebenfalls angeboten hatte. Diese beharrte auf absoluter Geheimhaltung der Erfindung und Vertrieb der Maschine nur innerhalb Deutschlands. Bevor dieser Widerspruch aufgelöst werden konnte, platzte Scherbius Geschäftsidee aufgrund fehlender Finanzierung.
Am 17. September 1920 unternahm er einen neuen Anlauf und stellte ein neues Modell vor, für das er eine Lieferzeit von neun Monaten avisierte. Am 2. Dezember führte er u. a. der Reichspost einen Prototyp seiner neuen „großen Maschine“ vor. Als „groß“ wurde diese Modellvariante der schreibenden Enigma aufgrund ihres Volumens bezeichnet, das im Gegensatz zu den relativ kleinen Abmessungen der Glühlampenchiffriermaschinen stand, die etwa zur gleichen Zeit entwickelt wurden. Das erste Modell dieser alternativen Modellreihe war Anfang 1924 die Enigma-A, die auch als „Die kleine Militärmaschine“ beworben wurde. Hieraus entstand Jahre später die Enigma I.
Ein Vorvertrag zur Entwicklung einer schreibenden Postmaschine wurde am 6. Dezember vom Reichspostministerium und Scherbius unterzeichnet. Am 19. Dezember 1920 folgte der endgültige Vertrag. Im Laufe der nächsten Monate und Jahre stand dieses Entwicklungsprojekt jedoch unter keinem günstigen Stern. Es verlief im Sande und musste spätestens im Jahre 1925 als gescheitert angesehen werden. Vermutlich hat die Maschine nicht hinreichend gut funktioniert, war wohl zu kompliziert, zu unzuverlässig und zu teuer.